# Thecla pharus
Thecla pharus är en fjärilsart som beskrevs av Druce 1907. Thecla pharus ingår i släktet Thecla och familjen juvelvingar. Inga underarter finns listade i Catalogue of Life.